# Ministerium für Öl und Gas der Republik Kasachstan
Das Ministerium für Öl und Gas der Republik Kasachstan (kasachisch Қазақстан Республикасы Әділет министрлігі, russisch Қазақстан Республикасы Мұнай және газ министрлігі) war das Ministerium für Öl und Gas Kasachstans. Es wurde im August 2014 aufgelöst; seine Aufgaben wurden dem neu geschaffenen Energieministerium übertragen.

## Aufgaben
Die Gründung des Ministeriums erfolgte im März 2010. Das neue Ministerium sollte das staatliche Erdölunternehmen KazMunayGas von ungeeigneten Funktionen ablösen, die im Konflikt zwischen staatlichen und kommerziellen Interessen stehen.
Das Ministerium war ein zentrales Exekutivorgan der kasachischen Regierung zur Umsetzung der staatlichen Politik bei der Koordination der Erdöl- und Erdgasförderung, der petrochemischen Industrie und beim Transport von hydro-karbonischen Rohstoffen.
Die Hauptziele des Ministeriums waren die Mitwirkung an der Förderung und der Umsetzung der staatlichen Politik, die die Erdöl- und Erdgasförderung sowie die petrochemische Industrie und den Transport von hydro-karbonischen Rohstoffen betrifft. Die Aufrechterhaltung von Entwicklungen von Treibstoff- und Energieprojekten und die Realisierung der internationalen Zusammenarbeit in der kasachischen Erdöl- und Erdgasbranche lagen auch im Aktivitätsbereich des Ministeriums.

## Minister
| Nr. | Name              | Beginn der Amtszeit | Ende der Amtszeit |
| --- | ----------------- | ------------------- | ----------------- |
| 1   | Sauat Myngbajew   | 12. März 2010       | 3. Juli 2013      |
| 2   | Usaqbai Qarabalin | 3. Juli 2013        | 4. August 2014    |